# Yerupaja
Il monte Yerupaja o Nevado Yerupaja (6.635 m s.l.m.) è la più alta vetta della Cordillera Huayhuash in Perù e la seconda del paese dopo il monte Huascarán. È situata al confine tra la regione Ancash e quella di Huánuco non lontano dalla città di Huaraz, all'interno del Parco nazionale del Huascarán.
È una delle vette più difficile da scalare tra le Ande. La prima scalata fu realizzata nel 1950 da Jim Maxwell e Dave Harrah. Molti visitatori lo considerano il monte più spettacolare dell'America meridionale.